# Puchar Świata w biegach narciarskich 2012/2013 – Liberec 2013
Szóste zawody Pucharu Świata w biegach narciarskich w sezonie 2012/2013 odbyły się w czeskim Libercu. Konkurencje zostały rozegrane 12 i 13 stycznia 2013. Zawodnicy rywalizowali w sprincie indywidualnym stylem klasycznym oraz sprincie drużynowym stylem dowolnym.

## Program zawodów
| Dzień       | Konkurencja                                 | Początek  | Liczba uczestników |
| ----------- | ------------------------------------------- | --------- | ------------------ |
| 12 stycznia | Sprint indywidualny kobiet st. klasycznym   | 14:15 CET | 56                 |
| 12 stycznia | Sprint indywidualny mężczyzn st. klasycznym | 14:36 CET | 74                 |
| 13 stycznia | Sprint drużynowy kobiet st. dowolnym        | 14:30 CET | 2×21               |
| 13 stycznia | Sprint drużynowy mężczyzn st. dowolnym      | 14:53 CET | 2×28               |

## Wyniki

### Sprint kobiet
| Pozycja | Zawodniczka              | Reprezentacja | Wynik        | Strata |
| ------- | ------------------------ | ------------- | ------------ | ------ |
| złoto   | Mona-Liisa Malvalehto    | Finlandia     | Finał        | 2:03,8 |
| srebro  | Justyna Kowalczyk        | Polska        | Finał        | +1,7   |
| brąz    | Maiken Caspersen Falla   | Norwegia      | Finał        | +1,7   |
| 4.      | Daria Gaiazova           | Kanada        | Finał        | +1,7   |
| 5.      | Celine Brun-Lie          | Norwegia      | Finał        | 4,6    |
| 6.      | Ingvild Flugstad Østberg | Norwegia      | Finał        | +29,7  |
|         |                          |               |              |        |
| 7.      | Magdalena Pajala         | Szwecja       | Półfinał (1) | —      |
| 8.      | Hanna Kolb               | Niemcy        | Półfinał (1) | —      |
| 9.      | Perianne Jones           | Kanada        | Półfinał (1) | —      |
| 10.     | Ida Ingemarsdotter       | Szwecja       | Półfinał (2) | —      |
| 11.     | Linn Sömskar             | Szwecja       | Półfinał (2) | —      |
| 12.     | Natalja Matwiejewa       | Rosja         | Półfinał (1) | —      |
| . . .   |                          |               |              |        |
| 49.     | Agnieszka Szymańczak     | Polska        | Kwalifikacje | —      |
| 55.     | Ewelina Marcisz          | Polska        | Kwalifikacje | —      |

### Sprint mężczyzn
| Pozycja | Zawodnik             | Reprezentacja     | Wynik        | Strata |
| ------- | -------------------- | ----------------- | ------------ | ------ |
| złoto   | Teodor Peterson      | Szwecja           | Finał        | 3:30,4 |
| srebro  | Emil Jönsson         | Szwecja           | Finał        | + 0.0  |
| brąz    | Pål Golberg          | Norwegia          | Finał        | +0,6   |
| 4.      | Eirik Brandsdal      | Norwegia          | Finał        | +2,8   |
| 5.      | Tim Tscharnke        | Niemcy            | Finał        | +12,2  |
| 6.      | Andrew Newell        | Stany Zjednoczone | Finał        | +20,7  |
|         |                      |                   |              |        |
| 7.      | Nikita Kriukow       | Rosja             | Półfinał (1) | —      |
| 8.      | Ola Vigen Hattestad  | Norwegia          | Półfinał (1) | —      |
| 9.      | Aleksandr Panżynski  | Rosja             | Półfinał (1) | —      |
| 10.     | Len Väljas           | Kanada            | Półfinał (2) | —      |
| 11.     | Anssi Pentsinen      | Finlandia         | Półfinał (2) | —      |
| 12.     | Michaił Diewiatjarow | Rosja             | Półfinał (1) | —      |
| . . .   |                      |                   |              |        |
| 38.     | Maciej Kreczmer      | Polska            | Kwalifikacje | —      |
| 59.     | Sebastian Gazurek    | Polska            | Kwalifikacje | —      |

### Sprint drużynowy kobiet
| Pozycja | Zawodniczki                                     | Reprezentacja     | Wynik      | Strata |
| ------- | ----------------------------------------------- | ----------------- | ---------- | ------ |
| złoto   | Ingvild Flugstad Østberg Maiken Caspersen Falla | Norwegia I        | 11:26,2    | —      |
| srebro  | Stina Nilsson Ida Ingemarsdotter                | Szwecja I         | 11:26,8    | +0,6   |
| brąz    | Linn Sömskar Magdalena Pajala                   | Szwecja II        | 11:31,9    | +5,7   |
| 4.      | Nicole Fessel Hanna Kolb                        | Niemcy I          | 11:32,5    | +6,3   |
| 5.      | Bettina Gruber Laurien van der Graaff           | Szwajcaria        | 11:33,7    | +7,5   |
| 6.      | Swietłana Nikołajewa Oksana Usatowa             | Rosja II          | 11:34,3    | +8,1   |
| 7.      | Sadie Maubet Bjornsen Ida Sargent               | Stany Zjednoczone | 11:35,1    | +8,9   |
| 8.      | Ilaria Debertolis Gaia Vuerich                  | Włochy I          | 11:35,5    | +9,3   |
| 9.      | Katja Višnar Vesna Fabjan                       | Słowenia          | 11:41,5    | +25,3  |
| 10.     | Kari Vikhagen Gjeitnes Celine Brun-Lie          | Norwegia II       | 11:59,0    | +32,8  |
| . . .   |                                                 |                   |            |        |
| 15.     | Agnieszka Szymańczak Ewelina Marcisz            | Polska            | Eliminacje | —      |

### Sprint drużynowy mężczyzn
| Pozycja | Zawodniczki                          | Reprezentacja | Wynik      | Strata |
| ------- | ------------------------------------ | ------------- | ---------- | ------ |
| złoto   | Michaił Diewiatjarow Nikołaj Moriłow | Rosja II      | 21:43,8    | —      |
| srebro  | Eirik Brandsdal Pål Golberg          | Norwegia I    | 21:44,6    | +0,8   |
| brąz    | Aleksiej Pietuchow Nikita Kriukow    | Rosja I       | 21:44,6    | +0,8   |
| 4.      | Øystein Pettersen Anders Gløersen    | Norwegia II   | 21:44,7    | +0,9   |
| 5.      | Dušan Kožíšek Aleš Razým             | Czechy I      | 21:45,1    | +1,3   |
| 6.      | Fabio Pasini Renato Pasini           | Włochy II     | 21:45,1    | +1,3   |
| 7.      | Jewgienij Koszewoj Dienis Wołotka    | Kazachstan    | 21:50,1    | +6,3   |
| 8.      | Alexander Wolz Sebastian Eisenlauer  | Niemcy II     | 21:51,1    | +7,3   |
| 9.      | Tim Tscharnke Josef Wenzl            | Niemcy I      | 21:51,4    | +7,6   |
| 10.     | Cyril Gaillard Baptiste Gros         | Francja II    | 21:59,7    | +15,9  |
| . . .   |                                      |               |            |        |
| 17.     | Sebastian Gazurek Maciej Staręga     | Polska I      | Eliminacje | —      |
| 25.     | Jan Antolec Paweł Klisz              | Polska II     | Eliminacje | —      |